# Argogorytes
Genre
Synonymes
- Malaygorytes

Argogorytes est un genre d'insectes hyménoptères de la famille des crabronidés.

## Liste des espèces
- Argogorytes fargeii
- Argogorytes hispanicus
- Argogorytes mystaceus